# Banca Mediolanum
Die Banca Mediolanum S.p.A. ist ein italienisches Finanzdienstleistungs- und Versicherungsunternehmen mit Sitz in Basiglio in der Metropolitanstadt Mailand. Das Unternehmen wurde 1997 gegründet und ist hauptsächlich im Bereich Retail Banking, Versicherungswesen und Vermögensverwaltung tätig.

## Aktionärsstruktur
(Stand: Juli 2025)
- Familie Doris: 40,21 %
- Fininvest: 30,03 %
- Eigene Aktien: 0,83 %
- Streubesitz: 28,92 %